# Nearcha dasyzona
Espèce
Synonymes
- Nearcha agnata L.B. Prout, 1913[1]
- Taxeotis dasyzona Lower, 1903[1]

Nearcha dasyzona est une espèce d'insectes lépidoptères (papillons) de la famille des Geometridae vivant en Australie.

## Systématique
L'espèce Nearcha dasyzona a été initialement décrite par Oswald Lower (d) en 1903 sous le protonyme de Taxeotis dasyzona. 